# Burshtyn
Burshtyn — український блек-метал колектив з Харкова.

## Склад
- І.З.В.Е.Р.Г. — бас
- Master Alafern — гітара
- Всесвіт — ударні
- Kurt - вокал

## Дискографія
- Прах Відчайдухів (2016)
- Безвірник (2017)
- Чортория (2020)
- Апокриф (2023)